# Agenacris debilis
Agenacris debilis är en insektsart som beskrevs av Christiane Amédégnato och Marius Descamps 1979. Agenacris debilis ingår i släktet Agenacris och familjen gräshoppor. Inga underarter finns listade i Catalogue of Life.